# Hunsow

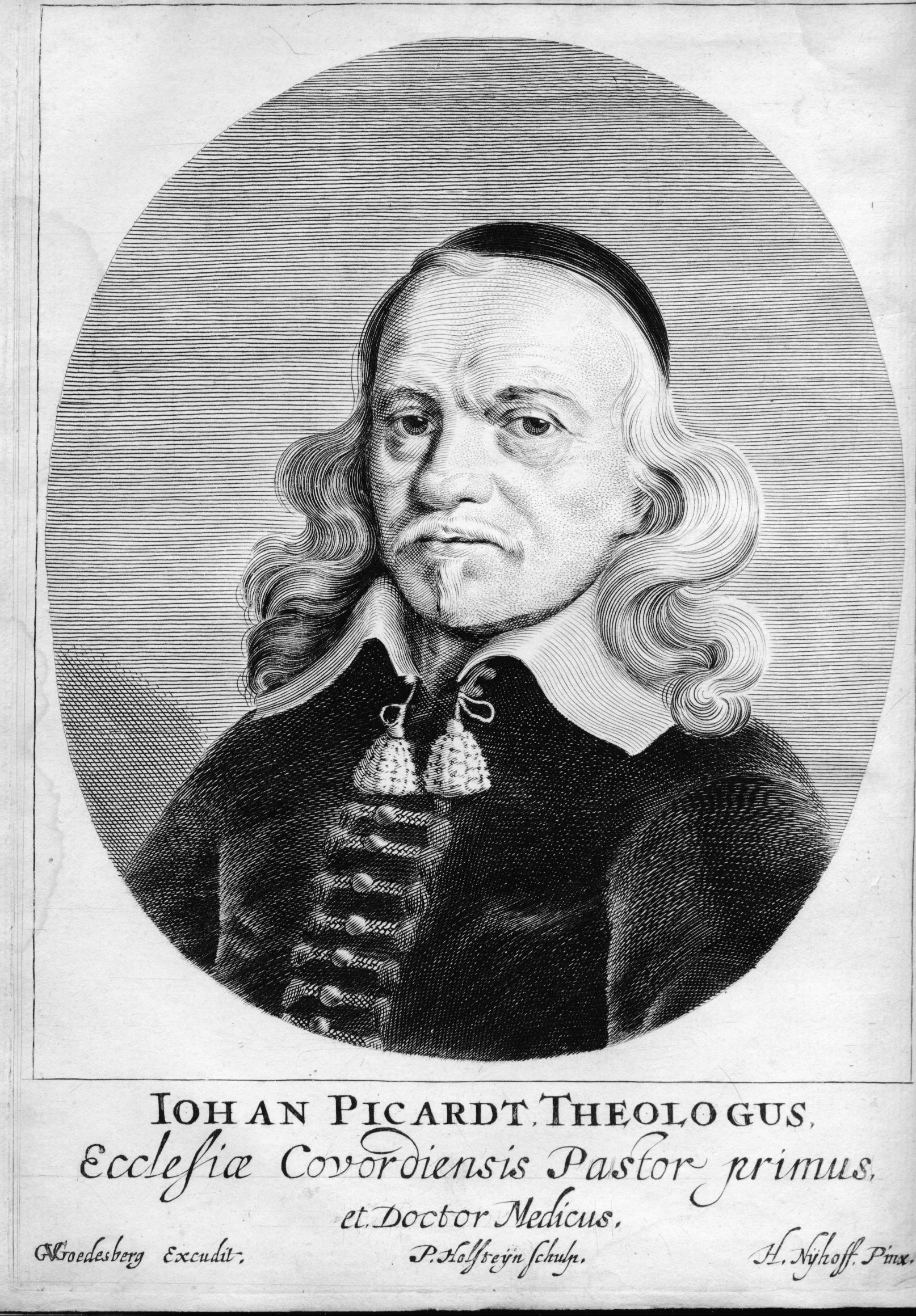
Dominee Picardt

Hunsow is een mythische stad in Drenthe. De stad zou volgens de Coevordense dominee Johan Picardt nabij de rivier de Hunze en het hunebed D31 hebben gelegen, tussen Exloo en Valthe in de huidige gemeente Borger-Odoorn. Kort na het jaar 800 zou de stad door Vikingen zijn verwoest.
Hunsow zou een rijke, hoogbeschaafde stad zijn geweest, die door brandstichting volledig van de aardbodem is weggevaagd. Vanaf het midden van de 17e eeuw zijn verschillende pogingen gedaan de stad terug te vinden. Alle tevergeefs. Ook de archeoloog Albert van Giffen heeft onderzoek gedaan en hij kwam tot de conclusie dat de stad nooit heeft bestaan. De merkwaardige aanduidigen van bebouwing in de grond moeten afkomstig zijn geweest van de typische landbouwtechiek, waarbij vierkante, met aarden wallen omgeven percelen om en om bebouwd zijn met verschillende gewassen, de zogenaamde raatakkers.
De stad Hunsow leeft nog enigszins voort in de wapens van Odoorn en de gemeente Borger-Odoorn. Op het wapen van Odoorn staat een weergave van de brandende stad Hunsow. De schildhoudende paarden op het gemeentewapen van Borger-Odoorn dragen een zwarte halsband, als teken van de vernietiging door het vuur. Borger heette in het jaar 2000 enkele weken Hunsow.